# Corey Crowder

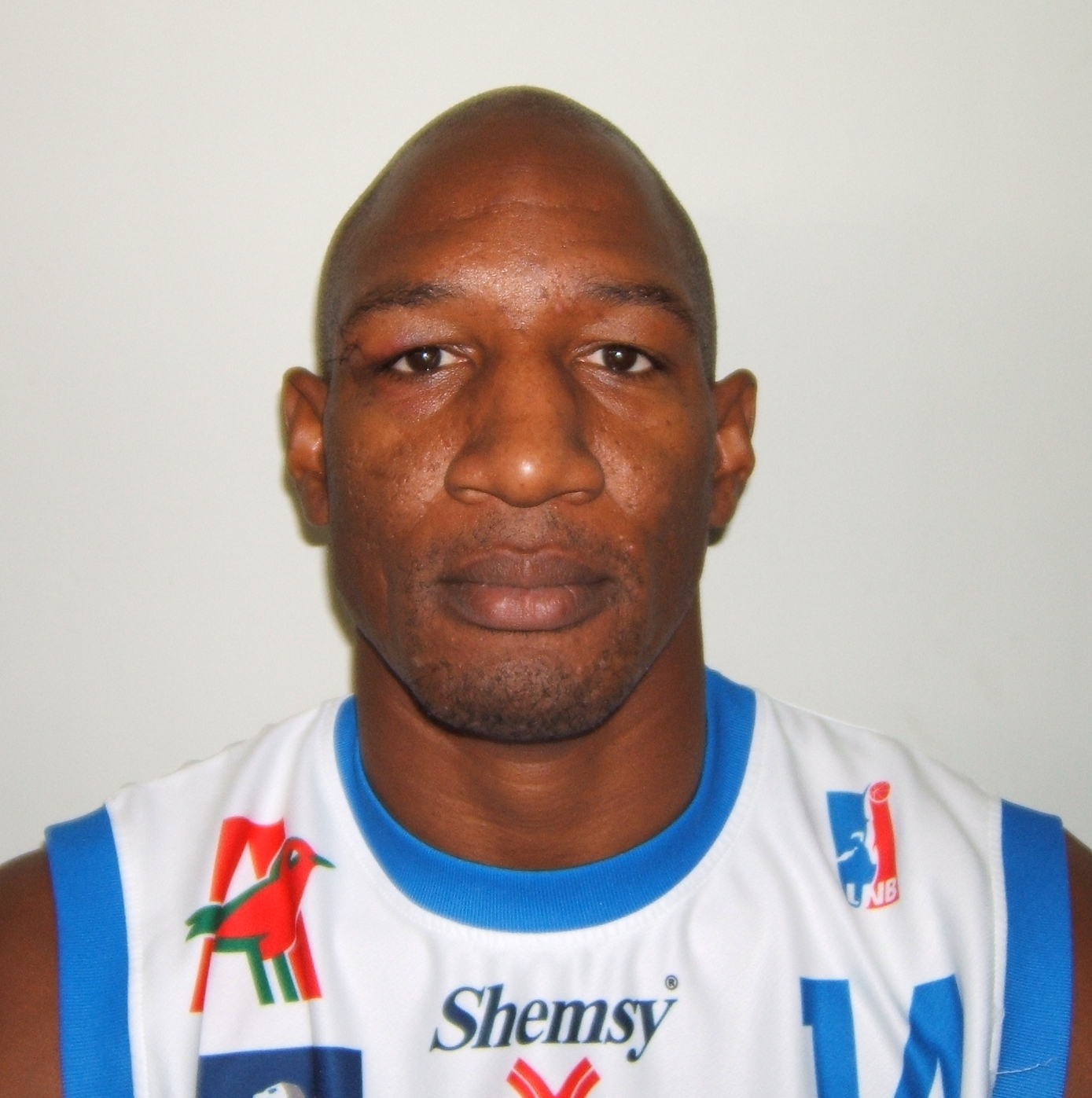
Corey Crowder, 2006–2007.

Jonathan Corey Crowder, född 13 april 1969 i Carrollton i Georgia, är en amerikansk före detta professionell basketspelare (SG/SF) som tillbringade två säsonger (1991–1992 och 1994) i den nordamerikanska basketligan National Basketball Association (NBA), där han spelade för Utah Jazz och San Antonio Spurs.
Under sin NBA-karriär gjorde han 120 poäng (2,1 poäng per match), 18 assists samt 44 rebounds, räddningar från att bollen ska hamna i nätkorgen, på 58 grundspelsmatcher.
Crowder spelade också som proffs i Frankrike, Israel, Italien och Spanien.
Han blev aldrig NBA-draftad.
Innan Crowder blev proffs studerade han vid Kentucky Wesleyan College och spelade för deras idrottsförening Kentucky Wesleyan Panthers.
Han är far till Jae Crowder.